# Carl Fougt
Carl Henrik Fougt, född 12 augusti 1827 i Umeå, död 8 september 1896 i Stockholm, var en svensk industri- och bankman.
Fougt var son till landsfiskalen Per Henrik Fougt. Han kom till Söderhamn 1858 och anlade Långrörs ångsåg 1864. Han överlät 1874 denna verksamhet till Olof Wijk & Co. i Göteborg och var därefter direktör för Helsinglands Enskilda Bank till 1892, då han avflyttade från orten. I Söderhamns stad hade han många förtroendeuppdrag; han tillhörde stadsfullmäktige, var mångårig ordförande i fattigvårdsstyrelsen, ledamot av skolrådet och direktör i det gamla spritbolaget. Från 1863 var han portugisisk vicekonsul  i Söderhamn. Han ligger begravd på Norra begravningsplatsen i Stockholm.